# وی‌سیکس
وی‌سیکس (به ژاپنی: ブイシックス Bui Shikkusu) یک باند موسیقی در ژاپن است که از شش خواننده تشکیل شده است.